# María Belén Pérez Maurice
Pour les articles homonymes, voir María Pérez, Belén, Pérez et Maurice.
María Belén Pérez Maurice, née le 12 juillet 1985 à Buenos Aires, est une escrimeuse argentine. Elle représente son pays aux Jeux olympiques de Londres en 2012, de Rio en 2016 et à ceux de Tokyo en 2021.

## Carrière
Pérez Maurice débute l'escrime à un âge relativement avancé, à treize ans, suivant sa mère elle-même escrimeuse amateur. Elle n'aime pas ce sport, en premier lieu, mais y trouve un intérêt après sa première victoire en compétition. Elle s'entraîne au cercle militaire de Buenos Aires, son père étant colonel de l'armée argentine, en compagnie du maître d'armes Lucas Saucedo, qui la fait progresser et est encore aujourd'hui son entraîneur.
Elle débute au fleuret, l'arme qui lui permet d'atteindre, en 2006, les quarts de finale du tournoi de Coupe du monde de Buenos Aires. Pour la saison 2006-2007, elle décide cependant d'opter pour le sabre, avec lequel elle connaît ses plus grands succès. Parallèlement à ses études et son entraînement sportif, elle poursuit une carrière de mannequin, qu'elle choisit d'abandonner par manque de temps. En 2011, elle remporte deux tournois satellite et la médaille de bronze aux Championnats panaméricains à Reno, qui lui valent une qualification pour les Jeux olympiques de Londres en tant qu'une des deux meilleures sabreuses de la zone Amérique du classement FIE. Sa compétition tourne court, battue dès le premier tour par l'italienne Gioia Marzocca (12-15).
En 2014, Pérez Maurice vient chambouler la domination des États-Unis aux championnats panaméricains. Elle devance les quatre américaines engagées, battant en finale la double championne olympique Mariel Zagunis pour s'offrir le titre. Elle poursuit, en coupe du monde 2014-2015, par un podium au Grand Prix de New York (3e). Des résultats constants lui permettent d'assurer une seconde qualification pour les Jeux olympiques consécutive, à nouveau en tant qu'une des deux sabreuses les mieux classées du continent américain en dehors des tireuses déjà qualifiées. Elle affronte Cécilia Berder au premier tour, et s'incline (6-15).
Elle recule peu à peu au classement et manque une qualification olympique directe en 2021 pour les Jeux de Tokyo, battue de quelques places par la Canadienne Gabriella Page au classement international de la Fédération internationale d'escrime. Elle fait cependant figure de favorite lors du tournoi de qualification olympique organisé à San José et fait honneur à ce statut en s'imposant avec de confortables victoires, notamment contre Alejandra Benítez en finale (15-6) pour s'offrir le dernier billet olympique de la période de qualification.
En 2024, son parcours au tournoi de qualification olympique s'arrête en demi-finale, à la suite d'une blessure qui la contraint à déclarer forfait en plein assaut.

## Palmarès
- Championnats panaméricains d'escrime
  -  Médaille d'or aux championnats panaméricains 2014 à San José
  -  Médaille de bronze aux championnats panaméricains 2019 à Toronto
  -  Médaille de bronze aux championnats panaméricains 2018 à La Havane
  -  Médaille de bronze aux championnats panaméricains 2016 à Panama
  -  Médaille de bronze par équipes aux championnats panaméricains 2014 à San José
  -  Médaille de bronze aux championnats panaméricains 2012 à Cancún
  -  Médaille de bronze aux championnats panaméricains 2011 à Reno

## Classement en fin de saison
| Année | 2007 | 2008 | 2009 | 2010 | 2011 | 2012 | 2013 | 2014 | 2015 | 2016 | 2017 | 2018 | 2019 | 2020 | 2021 | 2022 | 2023 |
| ----- | ---- | ---- | ---- | ---- | ---- | ---- | ---- | ---- | ---- | ---- | ---- | ---- | ---- | ---- | ---- | ---- | ---- |
| Rang  | 106  | 90   | 62   | 72   | 36   | 29   | 25   | 21   | 24   | 25   | 22   | 31   | 36   | 38   | 32   | 73   | 53   |